# Chapelle Sainte-Anne d'Aron
La chapelle Sainte-Anne d’Aron est une chapelle située à quelques pas de l'étang de la Forge, en bordure de la route qui relie Aron (Mayenne) à Bourgnouvel. Elle est édifiée à 1,2 km d'Aron, dans une région où une tradition, fidèlement conservée, attribue à sainte Anne, la protection de la commune contre les ravages de la grêle.

## Histoire
Le sanctuaire est très ancien. Certains documents attestent de son existence avant l'an 1700 et des historiens le font remonter au XVe siècle, en prétendant qu'il pouvait y avoir, en cet endroit, un lieu de culte qui a pu se modifier au fil des siècles[réf. nécessaire]. Les archives diocésaines notent que cette chapelle a subi une sérieuse restauration en 1804. On en demandait la conservation en l'an XII mais rien n'a été fait et elle est restée telle quelle. L'idée de la réparer a été proposée en 1939, mais il faut alors l'action des Aronnais pour que cette réparation puisse avoir lieu.

## Le poisson
Madeleine de Souvré, marquise de Sablé, veuve de Philippe-Emmanuel de Laval-Bois-Dauphin, au cardinal de Mazarin, duc de Mayenne, déclare le 19 décembre 1659:
J'ai le droit de saisir et arrêter marchand mareyeur, menant poisson passant par mon bourg d'Aron, faute qu'il fera de monter à la croix de la Grésillière, située sur le chemin du Mans et au-devant de la porte de mon château, et là de crier par trois fois à haute et intelligible voix : Monsieur d'Aron, v'nez au poisson. En cas que je veuille avoir de son poisson à prix raisonnable, je suis tenue lui donner chopine de vin ou une mesure d'avoine à son cheval. Et, à faute qu'il fera de ce faire, j'ai droit de confiscation et d'amende contre ledit mareyeur.
En 1979, l’association pour la restauration de la chapelle organisa une foire à la criée en se référant aux usages anciens qui concernaient la croix de la Grésillière, une croix qui prêtait jadis son socle aux mareyeurs tenus à inviter le seigneur des lieux à venir au poisson.

## Restauration
Grâce à l’argent procuré par cette vente, à divers dons et à la collaboration des paroissiens, la chapelle est entièrement restaurée. Elle abrite une statue de sainte Anne, œuvre de la fin du XXe siècle, due au sculpteur Bourdon de Hercé. Les statues de saint François d'Assise et de sainte Élisabeth rappellent l'existence d'une fraternité franciscaine qui se réunissait dans le sanctuaire. Fondée par M. Guesdon, en 1889 cette fraternité fut dissoute en 1901. 
Outre ces statues, la chapelle Sainte-Anne possède celle de saint Ortaire de Landelles, évangélisateur du pays d'Aron au VIe siècle. Le domaine de Sainte-Anne rellève de l'abbaye d'Évron et il est vendu, avec la terre de Bourgon, en 1768.

## Le marché de la Grésillière
Autrefois, en allant du bourg d'Aron à la forge, on passait devant la vieille croix de pierre de la Grésillière, à proximité de laquelle les petits Mercerots, les savoyards porte-balle qu'on appelait des haut-à-bas étalaient ce qu'ils vendaient comme marchandises aux Aronnaises :
- d'abord de menue mercerie[3] ;
- quelques morceaux de camelots d'Arras, de serges de Saint-Lô, de tiretaines d'Alsace, de l'escot ;
- de belles étamines pour les coiffes, des mouchoirs ;
- quelques bijoux, des bagues, des cœurs, une croix d'argent, un petit Saint-esprit décoré de pierres de couleur ;
- un de ces colliers à pendeloques que le mari offrait à sa femme le jour des épousailles[4].